# Hopkins (Minnesota)
Hopkins – miasto w Stanach Zjednoczonych, w stanie Minnesota, w hrabstwie Hennepin.